# Bhimsen Joshi
Bhimsen Gururaj Joshi (pronunciaciónⓘ) (canarés: ಪಂಡಿತ ಭೀಮಸೇನ ಗುರುರಾಜ ಜೋಷಿ) (marathi: भीमसेन गुरुराज जोशी) (Ron, 4 de febrero de 1922-Pune, 24 de enero de 2011), fue un famoso cantante indio de música clásica indostaní. Se formó en la escuela "Kirana Gharana" fundada por Sawai Gandharva, junto con su primo Abdul Waheed Khan, uno de los más destacados de la música clásica indostánica, y especialmente conocidos por la práctica del género khyal.

## Biografía
Bhimsen Joshi nació en Gadag en Karnataka, su familia era originaria de Kannadiga. En 1933, con sólo 11 años de edad, Bhimsen dejó su casa por su cuenta para aprender las técnicas de canto, su maestro fue Guru-shishya: tradición (maestro-discípulo). Pasó tres años en Gwalior, Lucknow y Rampur al norte de la India en busca de un buen maestro. Pero su padre, en su persecución, finalmente tras encontrarlo lo trajo de vuelta a casa.
En 1936, Rambhau Kundgolkar, conocido como Sawai Gandharva de, decidió enseñar a Bhimsen Joshi música indostánica entre 1936 y 1940. Esto lo dejó y se impuso estrictamente durante 16 horas diarias en el Riyaz (práctica musical).
Bhimsen Joshi por primera vez realizó un concierto a la edad de 19 años de edad, luego lanzó su primer álbum un año después, hizo unas cuantas canciones devocionales en Canarés y en hindi.

### Estudiantes
Joshi enseñó a numerosos estudiantes, varios de los cuales tuvieron éxito comercial. Fueron: Madhava Gudi, Shripati Padegar, Shrikant Deshpande, Rajendra Dixit (Rathod), su hijo Shrinivas Joshi, Sanjeev Jahagirdar, Ashutosh Bharadwaj, Anand Bhate, Pandit Upendra Bhat, Pandit Harish Tiwari, Pandit Rajendra Kandalgaonkar.

## Distinciones
- 1972 - Premio Padma Shri[2]
- 1976 - Premio Académico Sangeet Natak Award[2]
- 1985 - Premio Padma Bhushan[2]
- 1985 - National Film Award for Best Male Playback Singer: Thumak Thumak (Ankahee (1985)[3]
- 1986 - "Primer disco de platino"[4]
- 1999 - Padma Vibhushan[2]
- 2000 - "Aditya Vikram Birla Kalashikhar Puraskar"[5]
- 2001 - "Nadoja Award" from Kannada University[6]
- 2002 - Maharashtra Bhushan[7]
- 2003 - "Swathi Sangeetha Puraskaram" by Government of Kerala[8]
- 2005 - Karnataka Ratna[2]
- 2008 - Bharat Ratna[2] máximo honor civil de India[9]
- 2008 - "Swami Haridas Award"[10]
- 2009 - "Lifetime achievement award" by Delhi government.[11]
- 2010 - "S V Narayanaswamy Rao National Award" por Rama Seva Mandali, Bangalore.